# غسان حداد
الدكتور غسان محمد رشاد حداد (1926 في اللاذقية في سوريا - 29 يناير/كانون الثاني 2021 في الإمارات العربية المتحدة) أكاديمي واقتصادي وسياسي سوري.

## المؤهلات العلميّة
حاصل على دكتوراه دولة في التخطيط والإحصاء، ودكتواره علمية (DSC) في الاقتصاد العربي والدولي وبكالوريوس الكلية الحربية وماجستير كلية أركان حرب.

## الحياة العمليّة
شغل منصب وزير التخطيط في سوريا  بين عامي (1963 - 1966) وعمل مستشارًا اقتصاديًّا ورئيسًا للخبراء في وزارة التخطيط العراقية بين عامي (1975 - 1985)، وكان أستاذًا محاضرًا للاقتصاد العربي والدولي في جامعة بغداد. كما كان أستاذًا للدراسات العليا في الجامعة المستنصرية في العاصمة العراقية بغداد بين عامي (1985 - 2002).

## تكريمات
في عام 1995 منح الشهادة التقديرية للاتحاد العام للكتّاب والمؤلفين في العراق تقديراً لجهوده العلمية في إغناء الحياة الثقافية وتوثيقا ولإسهاماته المعرفية المتميزة، وحصل على العديد من الأوسمة والميداليات في سوريا ودول العالم. والتنمية وحماية البيئة.

## بعض البحوث المنشورة
كتب العديد من الدراسات والبحوث العلمية المنشورة في اللغات العربية والألمانية والفرنسية. وشارك في العديد من المؤتمرات العلمية والندوات والحلقات النقاشية وخاصة المتعلق منها بالاقتصاد العربي والتخطيط، ومما نُشر: 
- خصائص القطاع العام والاشتراكي - مجلة الاقتصادي.
- حول إقامة التعاون الاقتصادي العربي - مجلة الاقتصادي العربي.
- نحو عمل اقتصادي عربي مشترك - دراسات عمالية الصادرة عن منظمة العمل العربي.
- نحو تكامل اقتصادي عربي صناعي - مجلة الاقتصاد العربي.
- التطور السياسي والاقتصادي في سورية - جامعة البكر.
- التحديات التي تواجه الأمة العربية في مطلع القرن الحادي والعشرين - مركز بحوث ودراسات الوطن العربي.
- الاتحاد النقدي الأوروبي ومعاهدة ماسترخت - مركز بحوث ودراسات الوطن العربي.
- اشكالات المياه في بعض الأقطار العربية الإفريقية - مركز البحوث ودراسات الوطن العربي.
- مستقبل الاتحاد الأوروبي في العقد الأول من القرن الحادي والعشرين - مركز بحوث ودراسات الوطن العربي.